# سد صبح
سد صَبَح هو سد خرساني في المملكة العربية السعودية افتتح في عام 1431 هـ ويقع في محافظة أبها التابعة لمنطقة عسير، الغرض الرئيسي من السد هو توفير مياه الشرب لسكان المنطقة.

## الخصائص
أنشئ سد صبح سنة 1431 هــ من أجل استعاضة مياه الآبار الجوفية وتوفير مياه الشرب لسكان المنطقة والاستفادة من موارد المياه في المستجمع المائي، حاجزه من النوع الخرساني، يبلغ طول السد 70 مترًا وارتفاعه يبلغ 13 مترًا وبسعة تخزينية تفوق 250000 متر مكعب.

## الموقع
يقع سد صبح شمال شرق قرية صبح شمال مدينة أبها، والذي يبعد عن المدينة بما يقارب 67 كم. غرب الطريق الثانوي رقم 2622. وإلى الشرق من السد تتموضع الجبال السود ذات الارتفاع الذي يفوق 2400 متر عن مستوى البحر.
يغذي خزان السد وادي صبح الي يشكل أحد روافد وادي عياء بالإضافة إلى عدد من أودية السراة الكبيرة، من أشهرها وادي ذبوب وبيحان والعيص وشظى.

## وصلات خارجية
- خريطة أبها بسلم 1:500000